# Oroua (rivière)
La rivière Oroua  (en anglais : Oroua River) est un cours d’eau du sud de l’Île du Nord de la Nouvelle-Zélande.

## Géographie
C’est un affluent du fleuve  Manawatu. Il s’écoule vers le sud-ouest à partir de sa source située dans la chaîne de  Ruahine, passant le long du coin est de la ville de Feilding, avant de rejoindre le fleuve Manawatu entre les villes de Palmerston North et Shannon. Elle est alimentée par des ruisseaux locaux et des petites rivières telles que la rivière Makino, et débute au NW du district puis suit un trajet sinueux à travers un pays de fermes avant de traverser la ville de Feilding du NW vers le SW. La rivière Makino est une cause majeure de l’inondation du centre de la ville en 2004. La rivière Oroua a aussi été la cause d’inondations considérables au cours des années du fait en partie de la nature très plate du terrain, spécialement dans le secteur de sa converge avec le fleuve Manawatu.